# 士林街
士林街（日语：／ Shirin gai）為台灣日治時期士林地區之行政區劃，為台北州七星郡重要城鎮。士林街之區劃名稱為1920年（大正九年）所制定，因包含洲美地區，面積較今士林區大。該境域在史前時期為芝山岩文化發源地，在清朝稱「八芝蘭」，而士林之名因「下樹林」及該地區「寓有士子如林」而轉稱。
在1920年至1933年間為士林庄，在1933年升格為士林街之後，直至1945年中華民國時期後，士林名稱仍舊沿用，僅將「街」改為「鎮」。1949年，士林鎮改歸陽明山管理局所管，1968年才歸台北市所管，仍稱士林區。

## 行政區劃

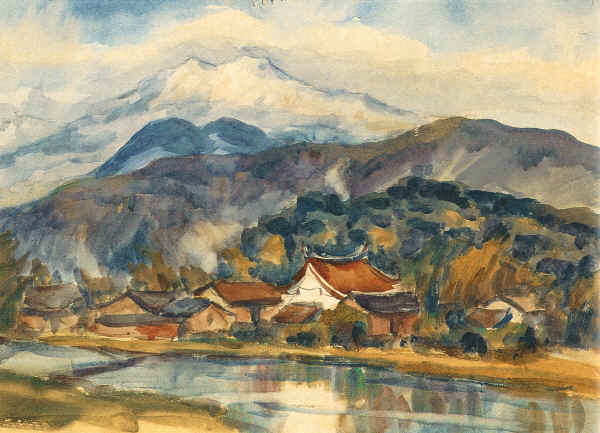
倪蔣懷1937年作品〈七星夕照〉，描繪從士林天母附近眺望草山的風景

士林地區在清治時期及日治時期初期屬芝蘭一堡、芝蘭二堡的街庄，在1895年6月隸屬「臺北縣直轄」，在1897年7月1日隸屬「士林辨務署」。1898年6月28日，士林辨務署被併入臺北辨務署，改為士林支署。1901年11月11日，臺灣的行政區劃改為二十廳，士林地區隸屬「臺北廳士林支廳」。1901年12月17日，臺北廳劃分為39個區，士林地區被劃分為第9、12、14區。1902年7月31日，芝蘭一堡實施街庄整併。1904年4月1日，芝蘭二堡實施街庄整併。1905年4月19日，士林支廳的東勢庄改為「下東勢庄」，以區別錫口支廳的頂東勢庄。1906年1月1日，臺北廳改設置以地名稱呼的28個區，士林地區被劃分為士林區、社仔區、和尚洲區。此時的街庄如下：
- 芝蘭一堡：士林街、林仔口庄、福德洋庄、石角、湳雅、洲尾、三角埔、下東勢、公館地、永福、雙溪、坪頂、菁礐、草山庄、七股庄、社仔庄、溪洲底庄
- 芝蘭二堡：和尚洲中洲埔庄[6]

1920年10月1日，原堡里之行政區廢除，街庄改為大字；前述18街庄合併為臺北州七星郡「士林庄」，轄域內分為士林、林子口、福德洋、石角、湳雅、洲尾、三角埔、下東勢、公館地、永福、雙溪、坪頂、菁礐、草山、七股、社子、溪洲底、和尚洲中洲埔等18個大字。1933年12月20日，士林庄升格為「士林街」。
- 林子口大字下有「林子口」、「溪洲子」小字名
- 福德洋大字下有「福德洋」、「舊街」、「洲尾頭」、「山子脚」、「下樹林」小字名
- 石角大字下有「員山子脚」、「大石角」、「玉稠湖」小字名
- 湳雅大字下有「湳雅」、「德行」小字名
- 三角埔大字下有「大稻埕」、「三角埔」、「玉潮坑」、「猴洞」小字名
- 社子大字下有「三角埔」、「社子」、「葫蘆堵」、「後港墘」、「渡子頭」小字名
- 溪洲底大字下有「溪洲底」、「溪沙尾」、「溪洲子」、「崙子頂」小字名
- 雙溪大字下有「內雙溪」、「外雙溪」小字名
- 公館地大字下有「新安」、「燒焿寮」、「尾崙」小字名
- 永福大字下有「拔子埔」、「莊子頂」小字名
- 坪頂大字下有「大平尾」、「狗慇懃」小字名
- 菁礐大字下有「頭湖」、「大庄」、「竹篙嶺」、「番子樹空」小字名
- 草山大字下有「草山」、「山子後」、「山猪湖」、「冷水坑」、「磺溪內」小字名[6]

二戰後，士林街在1946年1月16日改為「士林鎮」，隸屬臺北縣七星區，1947年1月改隸淡水區。1949年8月26日，成為臺北縣陽明山管理局士林鎮。1968年7月1日，成為臺北市「士林區」。1990年3月12日，台北市16區重組成12區時，洲尾（已經改名洲美）劃入北投區。
| 1901年 | 1901年                                               | 1906年   | 1906年         | 1920年-1933年 | 1920年-1933年 | 1990年 |
| 區     | 街庄                                                 | 區       | 街庄           | 街庄          | 大字          | 區     |
| ------ | ---------------------------------------------------- | -------- | -------------- | ------------- | ------------- | ------ |
| 第9區  | 士林街                                               | 士林區   | 士林街         | 士林庄        | 士林          | 士林區 |
| 第9區  | 林仔口庄 溪洲仔（部分）                              | 士林區   | 林仔口庄       | 士林庄        | 林子口        | 士林區 |
| 第9區  | 福德洋庄（部分）、士林舊街、洲尾庄（部分）、山仔腳庄 | 士林區   | 福德洋庄       | 士林庄        | 福德洋        | 士林區 |
| 第9區  | 大石閣庄、東勢庄（部分）                             | 士林區   | 石角           | 士林庄        | 石角          | 士林區 |
| 第9區  | 湳雅庄                                               | 士林區   | 湳雅庄         | 士林庄        | 湳雅          | 士林區 |
| 第9區  | 洲尾庄（部分）                                       | 士林區   | 洲尾庄         | 士林庄        | 洲尾          | 士林區 |
| 第9區  | 三角埔庄（部分）                                     | 士林區   | 三角埔庄       | 士林庄        | 三角埔        | 士林區 |
| 第9區  | 東勢庄（部分）                                       | 士林區   | 下東勢庄       | 士林庄        | 下東勢        | 士林區 |
| 第9區  | 公館地庄（部分）                                     | 士林區   | 公館地庄       | 士林庄        | 公館地        | 士林區 |
| 第9區  | 永福庄（部分）                                       | 士林區   | 永福庄         | 士林庄        | 永福          | 士林區 |
| 第9區  | 內雙溪庄、雙溪半嶺庄、雙溪口庄                       | 士林區   | 雙溪庄         | 士林庄        | 雙溪          | 士林區 |
| 第9區  | 坪頂庄（部分）                                       | 士林區   | 坪頂庄         | 士林庄        | 坪頂          | 士林區 |
| 第9區  | 菁礐庄（部分）                                       | 士林區   | 菁礐庄         | 士林庄        | 菁礐          | 士林區 |
| 第9區  | 草山庄                                               | 士林區   | 草山庄         | 士林庄        | 草山          | 士林區 |
| 第9區  | 草山庄                                               | 士林區   | 七股庄         | 士林庄        | 七股          | 士林區 |
| 第12區 | 後港墘庄、葫蘆堵庄、渡仔頭庄、三角埔庄、社仔庄       | 社仔區   | 社仔庄         | 士林庄        | 社子          | 士林區 |
| 第12區 | 溪洲底庄、溪洲仔庄、溪沙尾庄 崙仔頂庄                | 社仔區   | 溪洲底庄       | 士林庄        | 溪洲底        | 北投區 |
| 第14區 | 和尚洲中洲埔庄                                       | 和尚洲區 | 和尚洲中洲埔庄 | 士林庄        | 和尚洲中洲埔  | 士林區 |

## 街庄長
| 任數 | 姓名     | 肖像   | 出身   | 就任       | 離任     | 備註     |
| ---- | -------- | ------ | ------ | ---------- | -------- | -------- |
| 1    | 何慶熙   |        | 台北   | 1920年12月 | 1923年   | 士林庄長 |
| 2    | 吳文明   |        | 台北   | 1923年     | 1927年   | 士林庄長 |
| 3    | 潘光楷   |        | 台北   | 1927年     | 1933年   | 士林庄長 |
| 4    | 潘光楷   | 1933年 | 台北   | 1937年     | 士林街長 |          |
| 5    | 山下義清 |        | 台北   | 1937年     | 士林街長 | 1938年   |
| 6    | 三浦菊平 |        | 鹿兒島 | 1938年     | 士林街長 | 1940年   |
| 7    | 小林章   |        | 和歌山 | 1940年     | 士林街長 | 1945年   |

## 第1屆士林街協議會員
- 民選：鄭士印、金崎清太郎、李萬金、陳阿本、曹鴻模、許受款、何開盛、賴有土、曹天榮、簡萬詮
- 官選：石原靜二、松本邦一郎、平戶吉藏、何戊癸、林振聲、許金梯、金城政厚、李玉聰、李金士、吳萬水

## 大事記
- 1921年，「八芝蘭公學校」改名為「士林公學校」。

- 1922年，士林信用組合由當時之士紳郭邦光等發起籌設創立於士林慈諴宮西廂。「士林信用組合」即今士林區農會前身。1922年3月10日營業。士林至草山道路鋪設柏油。

- 1923年，為了迎接皇太子的到來，在草山蓋了草山御賓館（今草山行館），後來成為台灣製糖株式會社招待所。

- 1926年，士林庄長潘光楷接手管理士林文庫。

- 1928年，起建草山水道系統，歷時4年，於1932年完工啟用。

- 1929年，設立芝山岩神社，以祭祀1896年被反日鄉勇殺害的六氏先生。

- 1930年，士林圖書館成立於士林公學校南鄰的士林庄公會堂（中山堂）2樓，士林庄長潘光楷兼任第一任館長。

- 1933年，士林庄升格為士林街。

- 1935年11月22日，舉行1935年臺灣市會及街庄協議會員選舉，士林街投票所於士林公會堂。

- 1937年，橫跨基隆河的士林吊橋（社子吊橋）開始動工興建，

- 1937年12月27日，台灣總督府國立公園委員會指定大屯、觀音兩山一帶為大屯國立公園。

- 1938年，士林街設立第一家戲院士林戲院，院址位於今智勇里大西路，主持人為陳查某。

- 1938年8月10日，爲徹底推行皇民化運動，迫使士林街焚燒神像一千餘件，規定居民改懸日本神像。

- 1939年3月，士林吊橋竣工啟用。

- 1939年4月15日，臺北帝國大學熱帶醫學研究所士林支所（今憲兵砲兵二二八營梅莊營區）竣工。

- 1940年，瑞三礦業在天母及下東勢出產石炭，設輕便車自天母到士林火車站（1951年左右拆除）。

## 交通

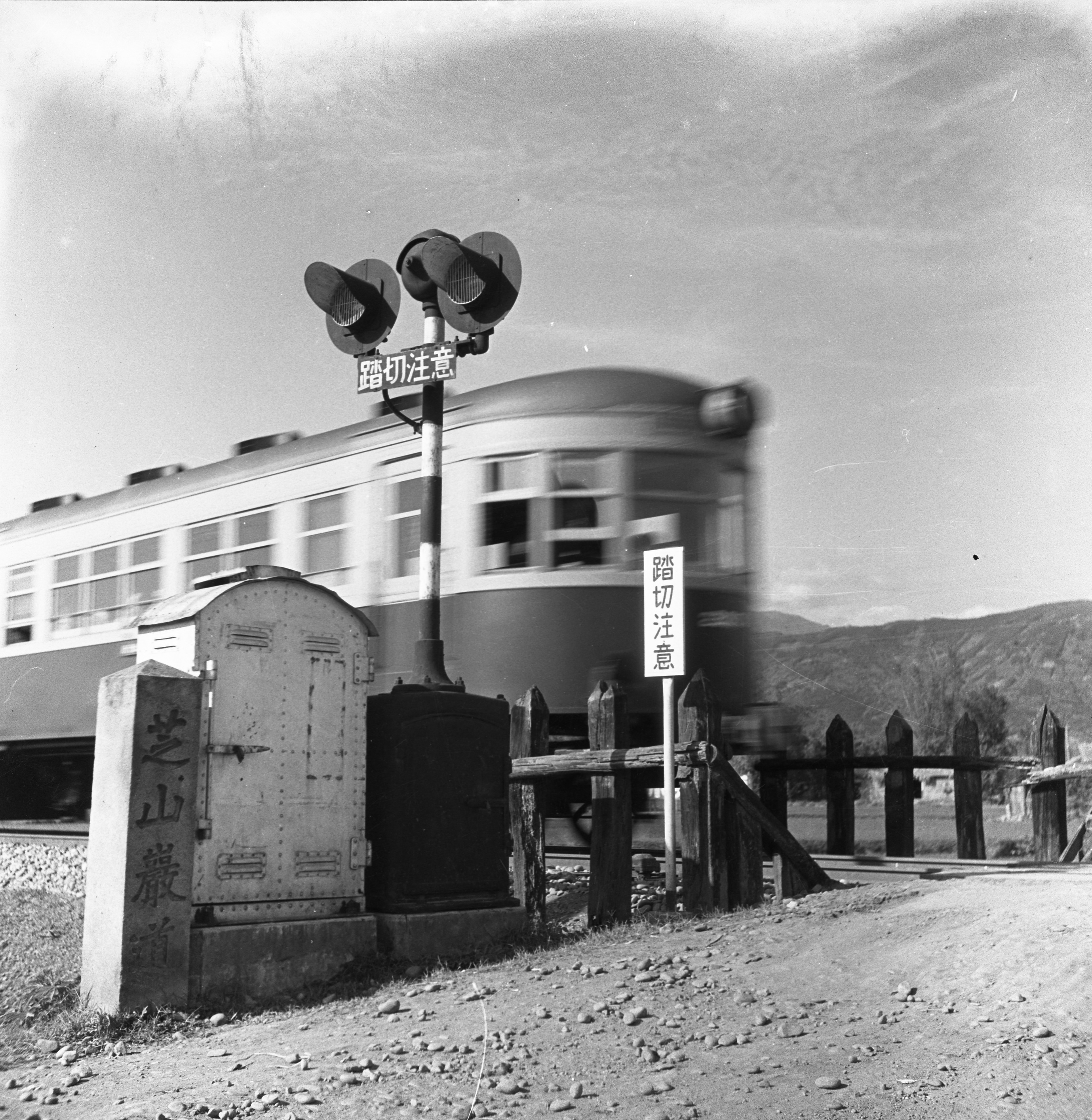
1935年淡水線火車，於芝山岩道（今雙溪街）平交道

- 鐵路淡水線：宮之下驛（宮ノ下）、士林驛1935年淡水線火車，於芝山岩道（今雙溪街）平交道

## 經濟
- 農產
- 畜牧業
- 製紙業：台灣製紙會社

## 設施

### 機關
- 士林街役場：戰後改建為士林公民會館
- 七星郡警察課士林分室
- 士林郵便局
- 臺灣總督府農事業試驗所士林園藝試驗支所（今士林官邸）
- 臺北帝國大學熱帶醫學研究所士林支所（血清及預防劑製造所）原臺北帝國大學熱帶醫學研究所士林支所
- 台北第三青年特別鍊成所
- 大屯國立公園

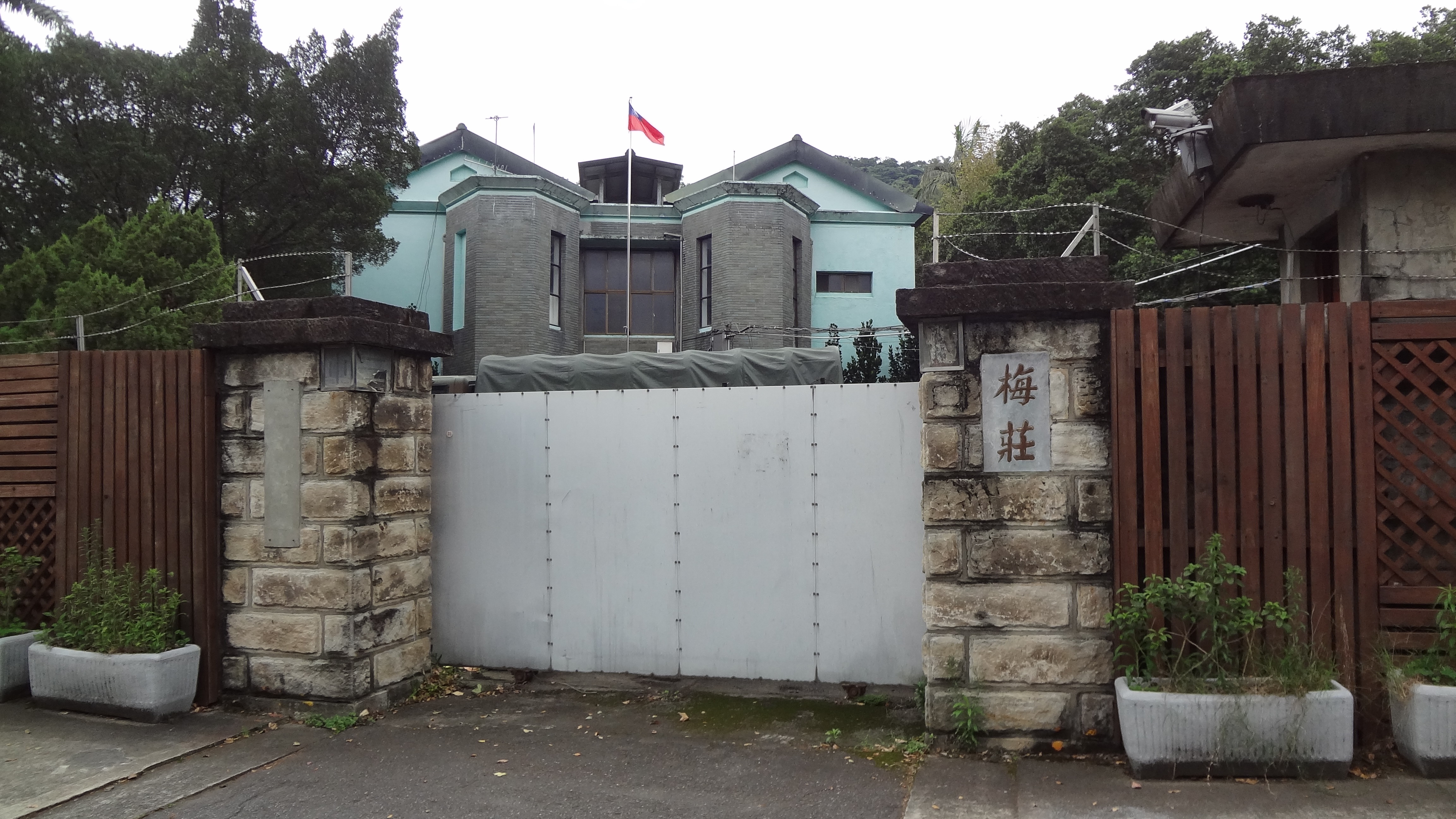
原臺北帝國大學熱帶醫學研究所士林支所

- 士林水道：1912年完工，供給士林市街、臺灣神社用水[7]

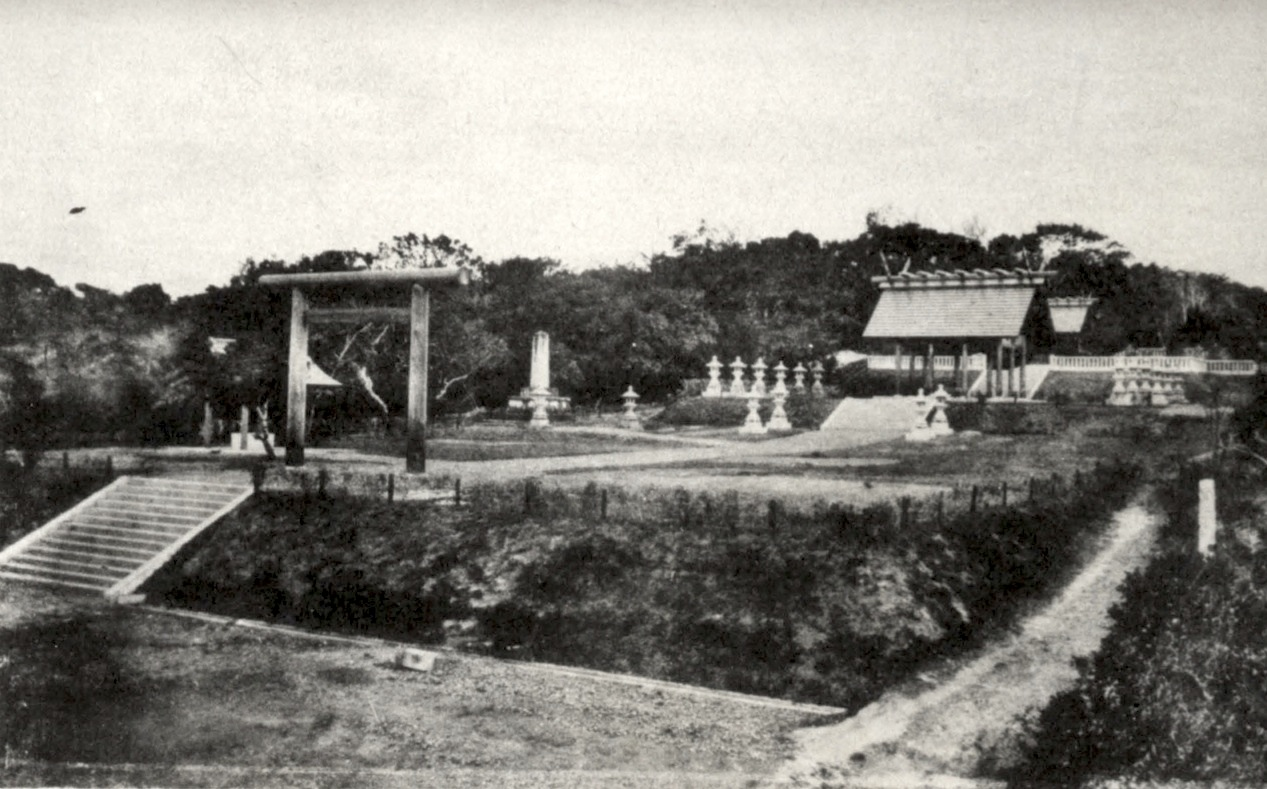
芝山巖社（芝山岩神社）

- 圓山貯水池事務所、圓山水神社
- 芝山巖社芝山巖社（芝山岩神社）

### 教育
- 臺北州立農業傳習所臺北州立農業傳習所

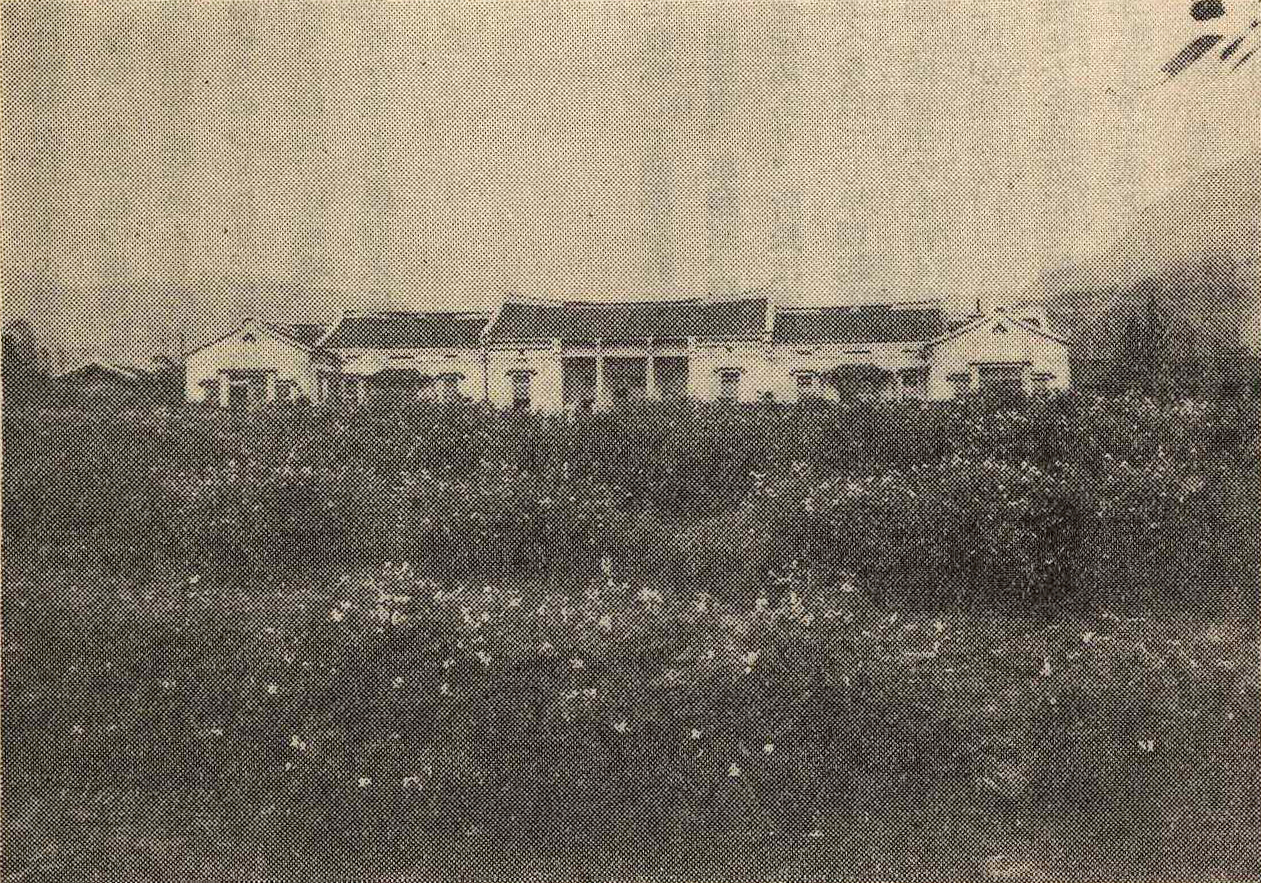
臺北州立農業傳習所

- 臺北帝國大學預科：二戰末期改為日本海軍第61航空廠總廠
- 私立臺北中學校（今泰北高中）

- 士林公學校→士林國民學校（今士林國小）
- 士林公學校三角埔分教場→士林東公學校→士林東國民學校（今士東國小）
- 社子公學校→社子國民學校（今社子國小）
  - 溪洲底分教場（今富安國小）
- 草山公學校→草山國民學校（今陽明山國小）
  - 坪頂分教場（今平等國小）

### 其他
- 士林公會堂原士林公會堂

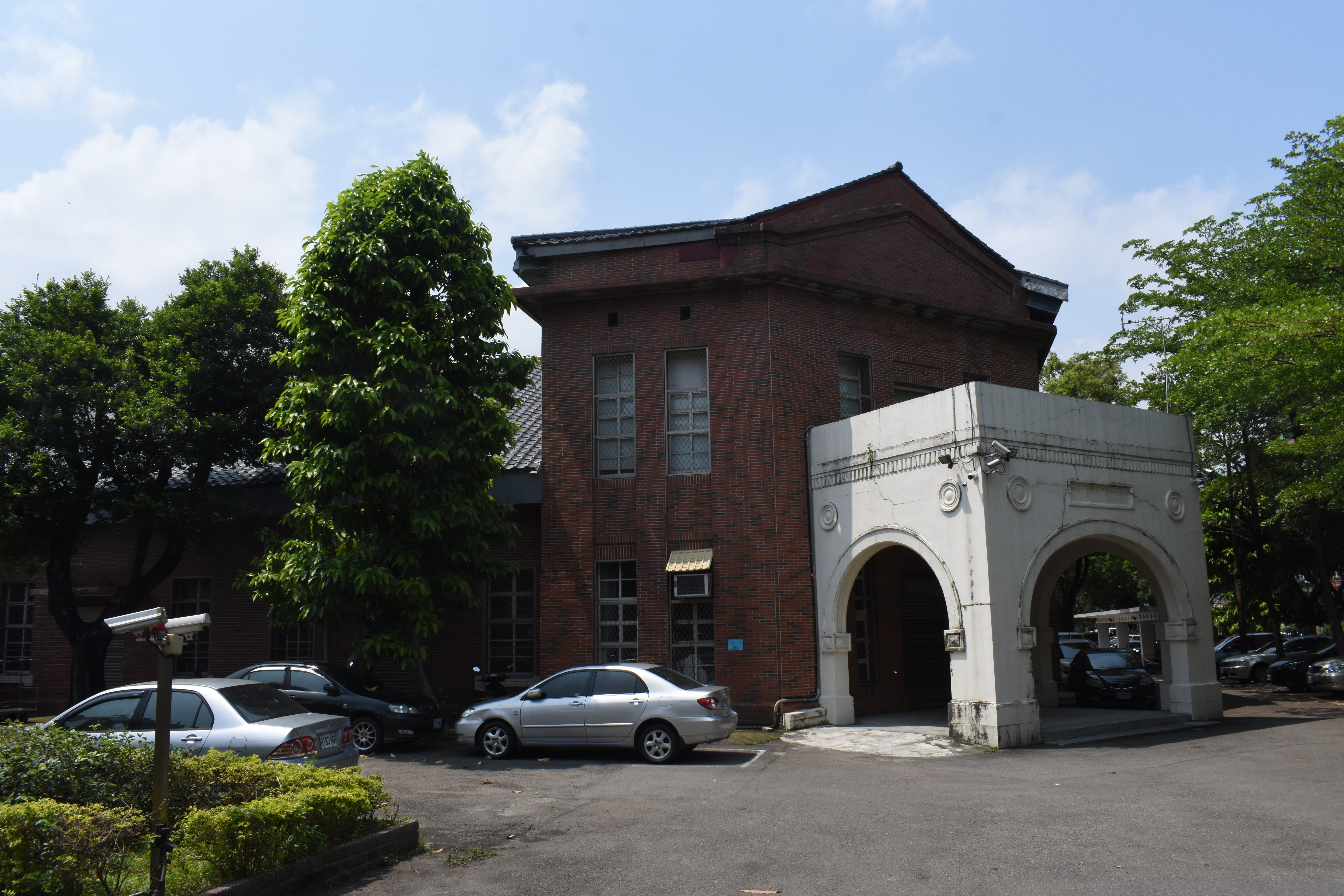
原士林公會堂

- 士林食料品小賣市場：1915年設立[8]士林公有市場
- 士林家畜市場：1930年設立[8]
- 士林家畜市場社子分場：1931年設立[8]
- 士林街圖書館：1930年設立[8]
- 士林街運動場
- 士林街游泳池
- 士林街水浴場：位於外雙溪水源地[8]

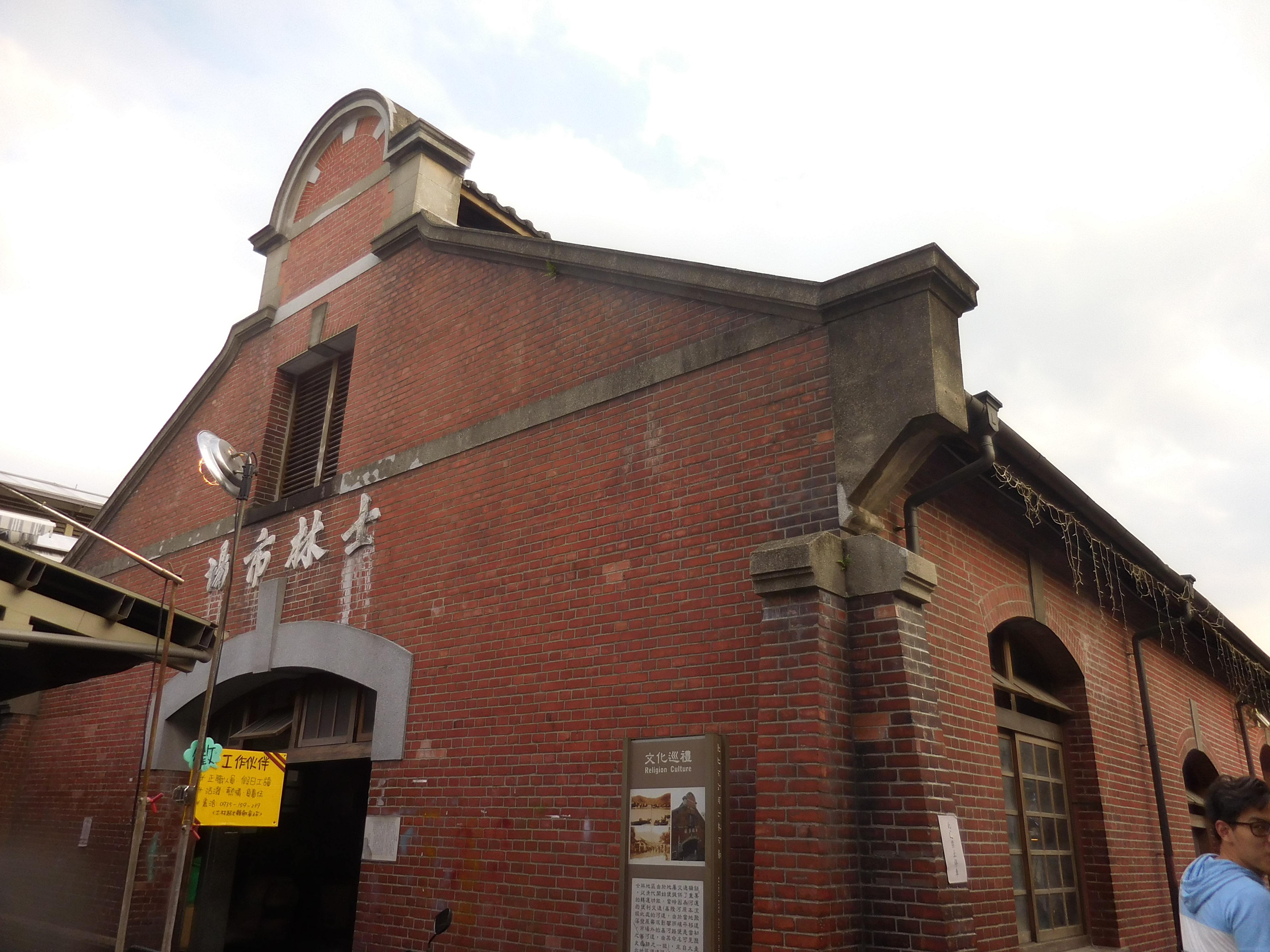
士林公有市場

- 臺灣製紙株式會社（今士林紙廠）士林紙廠

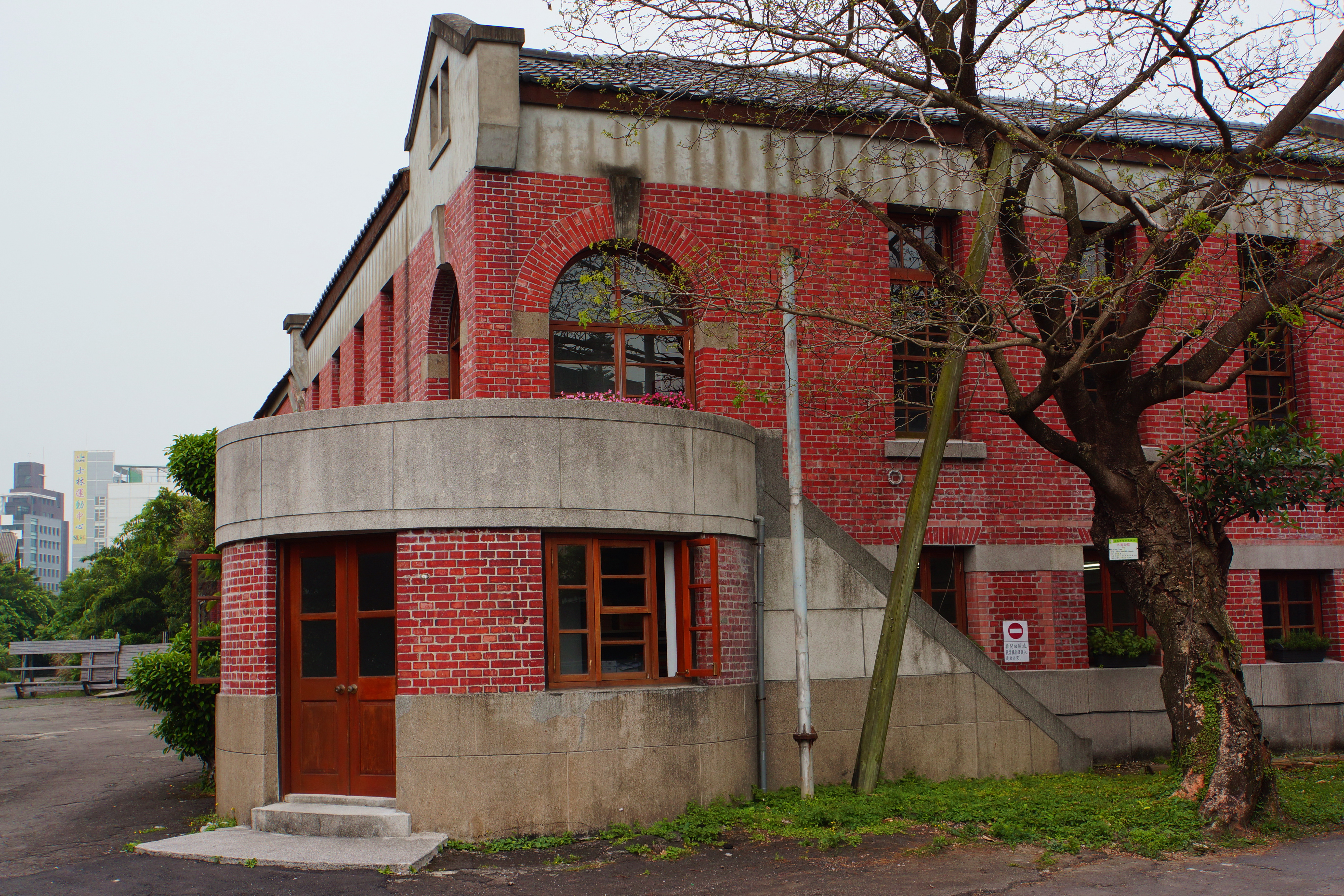
士林紙廠

- 臺灣畜產興業株式會社臺北製革工場（原址為中國電影文化城）
- 日本石油株式會社士林油槽所[9]
- 士林自動車商會
- 士林信用購買販賣利用組合（今士林區農會）

- 日本赤十字社士林街分區
- 愛國婦人會士林街分區
- 士林惠濟團
- 士林街明星會
- 社會事業協會士林街分區[8]

### 觀光
- 草山溫泉
- 反經石（永福磁石）
- 芝山巖惠濟宮
- 芝山巖
- 聖人瀑布
- 士林街水源地
- 天母溫泉
- 大嶺峠[8]

## 名產
- 雜貨：疊縱糸、士林刀、板紙、竹細工

- 農產品：胡蘿蔔、牛蒡、芋、蔥

- 水果：桃、蜜柑、西瓜